# Илкај Гундоган
Илкај Гундоган (тур. İlkay Gündoğan; Гелзенкирхен, 24. октобар 1990) немачки је фудбалер турског порекла који тренутно наступа за Манчестер сити.

## Каријера у клубовима
Гундоган је прешао из ФК Бохума у ФК Нирнберг 2009. године. У својој четвртој утакмици Бундеслиге, 19. септембра 2009. године, у гостима против Бајерн Минхена, направио је прву асистенцију. Његов први гол за екипу дао је 20. фебруара 2010. у домаћем мечу, поново против Бајерна.

### Борусија Дортмунд
Дана 5. маја 2011. године, објављено је да је Гундоган потписао четверогодишњи уговор са Борусијом Дортмунд за трансфер од 4 милиона евра.
Дебитовао је 23. јула у ДФЛ Суперкупу против ФК Шалкеа. Након нерешеног резултата, постигао је гол у првом покушају у пеналима.
Дана 17. децембра, Гундоган је постигао свој први гол за Дортмунд у победи од 4 : 1 у гостима против ФК Фрајбурга. Играо је једном за резерве клуба 22. фебруара 2012. 20. марта Гундоган је постигао 120. минуту гол да би поразио ФК Гројтерфирт и послао Дортмунд у финале купа Немачке. Он је одиграо цело финале 12. маја, победивши 5-2 против Бајерна па је Дортмунд имао дуплу круну те године.
У сезони 2012/13, Гундоган је био једна од централних личности Борусије Дортмунд, када су стигли до финала УЕФА Лиге шампиона. Био је похваљен због његове игре у два полуфинална меча против Реал Мадрида. 25. маја 2013, постигао је изједначење са пенала у 69. минуту како би задржао Дортмундове наде у животу против Бајерна у финалу УЕФА Лиге шампиона 2013. на стадиону Вембли у Лондону. Ово је био његов први пенал у утакмици за Дортмунд. Бајерн Минхен је победио у мечу 2-1.
Дана 27. јула 2013, Гундоган је постигао гол против Бајерна (4 : 2) када је Дортмунд освојио Куп Немачке 2013. У августу је имао операцију кичме те није играо скоро годину дана. После опоравка је потписао уговор на још две године, до 2016.
Дана 28. априла 2015. године, Гундоган и Себастиан Кел су постигли гол у пеналима против Бајерна, који су Дортмунду послали у финале купа Немачке. Два дана касније, саопштено је Борусија Дортмунд неће продужити уговор након истека рока након 30. јула 2016. Међутим, 1. јула 2015. потписао је продужетак уговора како би га задржао у клубу до 2017.

### Манчестер Сити
Дана 2. јуна 2016, Гундоган је потписао четворогодишњи уговор са клубом Манчестер Сити у Премијер лиги, за процењену накнаду од 20 милиона фунти. Он је био први играч који је потписао за време бившег менаџера Пепе Гвардиоле. Он је дебитовао 14. септембра, играјући први пут за четири месеца у групној фази УЕФА Лиге шампиона код куће против клуба ФК Борусија Менхенгладбах . Сити је победио 4–0. Три дана касније, Гундоган је почео меч против Бурнемута и дао свој први гол. Он је постигао гол и асистирао Агуеру за гол против Вест Бромич албиона у победи од 4:0 29. октобра 2016. Наставио је своју форму тако што је два пута постигао погодак против Барселоне у победи од 3:1 код куће у групним фазама Лиге шампиона.
Дана 14. децембра, у утакмици Премијер лиге против Ватфорда, Гундоган је замењен у 44. минуту са оштећењем лигамента колена, а Гвардиола је изјавио да ће бити повређен неколико месеци. Касније је потврђено да је Гундоган подерао своје лигаменте у десном колену и да ће пропустити остатак сезоне.
Дана 16. септембра 2017, Гундоган се први пут појавио за Манчестер Сити после девет месеци, појавивши се као замена у победи 6-0 Премиер лиге против ФК Вотфорда. Три месеца касније, постигао је свој први гол у сезони уз помоћ Санеа, који је дао предност Ситију у победи од 4 : 1 против Тотенхема.

## Каријера у репрезентацији
Након вишегодишњег играња за различите омладинске тимове, Гундоган је примио свој први позив у сениорску репрезентацију Немачке у августу 2011. за пријатељски меч против Бразила, али није играо. 11. октобра дебитовао је за Немачку након што је дошао као замена за капетана Филипа Лама за последњих шест минута победе 3: 1 против Белгије у квалификационом мечу УЕФА Еуро 2012 у Диселдорфу.
У мају 2012, изабран је од стране менаџера Јоахима Лева за немачку екипу од 23 играча за УЕФА Еуро 2012 и добио је дрес број два. Немачка је стигла до полуфинала, али Гундоган није играо.
Дана 26. марта 2013, Гундоган је постигао свој први гол за Немачку у квалификацијама за Светско првенство у фудбалу 4–1 2014. против Казахстана у Нирнбергу. Свој други гол постигао је у свом следећем мечу, пријатељском 14. августа пошто је Немачка дошла са 0-2 до 3: 3 против Парагваја. Међутим, он је замењен са повредом леђа у овом мечу те је пропустио Светско првенство 2014. које је Немачка победила .
Гундоган се вратио у међународни фудбал у пријатељском сусрету са Аустралијом 25. марта 2015 (2 : 2). Учествовао је у првенству Еуро 2016, где је Немачка забележила победу од 7:0 над Гибралтаром 14. јуна 2015. и победу 3:2 против Шкотске 7. септембра 2015.
Дана 6. маја 2016. објављено је да Гундоган неће моћи да учествује на завршним фазама Еуро 2016 због повреде. Међутим, он је направио прелиминарни тим за Светско првенство 2018. у Русији, које је објављено у мају 2018. 4. јуна 2018. године, Гундоган је изабран у финалу за тим за Светско првенство.

## Приватни живот
Гундоган је пореклом из Турске.
У мају 2018. године, Гундоган се сусрео с председником Турске Реџепом Ердоганом у Лондону, заједно с Озилом и Тосуном. Критикован је због тога што је државника назвао „мојим председником”, упркос томе што је био само држављанин Немачке. Инцидент је изазвао политичке контроверзе у Немачкој, а Гундоган је био исмејаван од стране немачких навијача када је играо за национални тим у каснијим недељама.